# 말라가시어 위키백과

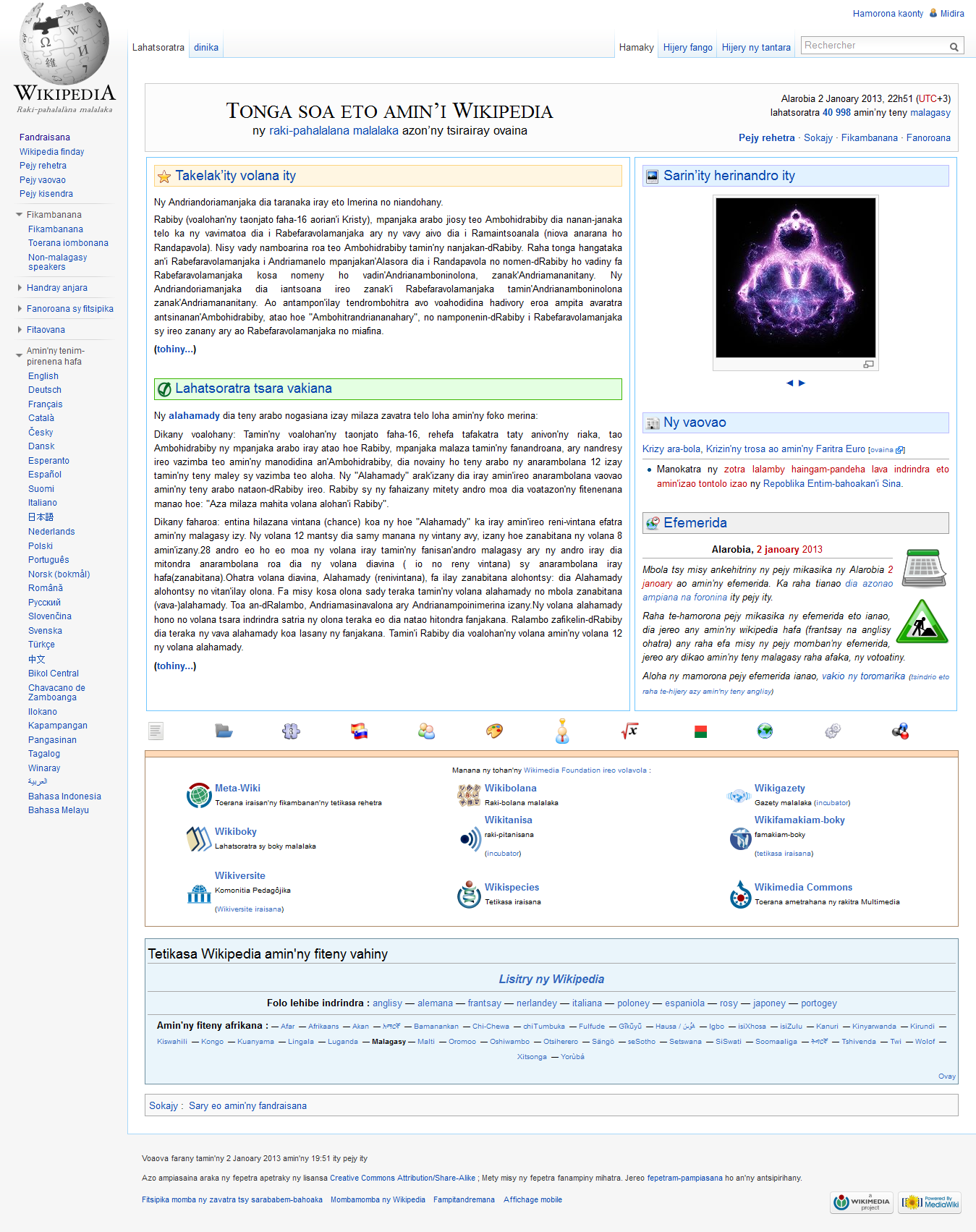

말라가시어 위키백과는 말라가시어로 운영되는 위키백과 언어판이다. 2005년 5월 5일에 시작되었다. 기호는 mg이다.